# Yasmin Raeis
Yasmin Raeis (en árabe: ياسمين رئيس‎) es una actriz egipcia. Comenzó su carrera actuando en una serie de televisión llamada "3ard khas". Además, fue el personaje principal en la película Factory Girl, la cual fue seleccionada para competir como mejor película en lengua extranjera en los premios Óscar, pero finalmente no fue nominada.

## Biografía
Raeis nació en Egipto, de padre palestino y madre egipcia. Después de una carrera como modelo, se unió a la industria del cine como aspirante a actriz, dando un giro en su vida cuando inesperadamente fue seleccionada para el rol que definiría su carrera en la película Factory Girl, del director Mohamed Khan, en 2014. Yasmin interpretó el papel de una chica que cae bajo el hechizo del amor, trascendiendo con esta experiencia la diferencia de clases, para finalmente afrontar una implacable sociedad tradicional que tiene miedo del amor. Destacándose como una de sus más indelebles actuaciones, Khan predijo que la actuación de la joven definitivamente merecía el premio a Mejor Actriz, lo que luego resultó ser cierto, ya que recibió su primer premio a Mejor Actriz en el Festival International de Cine de Dubái 2013. Obtener seis premios a mejor actriz le dio un estatus como una actriz talentosa y joven.

## Filmografía

### Cine
- X-large
- Wahed Saheh
- El-Maslaha
- Factory Girl[8][9]
- Made in Egypt
- Kiss Me Not
- Men Dahr Ragel[10][11]
- Hepta[12]
- Looking for Oum Kulthum

### Series
- Un ' Khas
- Lahazat Harega 3
- Taraf Talet
- Moga Harra
- Bedoun Zikr Asma'
- Al Mizan
- Ana shahera ana al khaen

## Premios y festivales

### Premios
- A la mejor Actriz, Premio Internacional de Dubái Festival de Cine.
- Mejor Actriz de Malmö Árabe Festival de Cine en Suecia.
- Mejor Actriz en el 18thEgyptian Nacional del Festival de Cine.
- Mejor Actriz en el 41stEgyptian Película Festival de la Asociación.
- Mejor Actriz en la ruta de la Seda Festival de Cine de Dublín, Irlanda.
- Mención Especial del Jurado de largometraje en el seno de la Internacional Oriental Festival de Cine.

### Festivales
Dubai International Film Festival
Malmö Arab Film Festival
Egyptian National Film Festival
International Oriental Film Festival en Geneva
MEDFilm Festival
Sala Women Film Festival
Montreal World Film Festival
ANA Contemporary Arab Cinema Festival